# Dorcadion marandense
Dorcadion marandense là một loài bọ cánh cứng trong họ Cerambycidae.